# دويرة (حومة بوشهر)
دویرة (بالفارسية: دویره) هي قرية تقع في إيران في منطقة مركزية ريفية. يقدر عدد سكانها بـ 3,549 نسمة .